# Присян
Присян (на сръбски: Присјан) е село в Сърбия, община град Пирот. В 2002 година селото има 143 жители.

## Георгафия
Присян е разположено 10 километра на юг от Пирот, в северните склонове на Сува планина. Селото е купно, през него тече Присянска река.

## История
В съкратен регистър на Пиротския кадилък от 1530 година Присян е записано като село с 51 домакинства и 4 неженени жители. и 2 вдовици. Допълнително са отбелязани две домакинства на войнука Раде. Други 6 домакинства също са  войнушки, част от джемаата на Радивой, син на Станко от село Турка.
В джелепкешански регистър от 1576 година селото е вписано като Персиян, с осем джелепкешани - Поп Тодор, Милко Райко, Петре Малко, Раде Радивой, поп Марко, Ралко Димитри, Белчин Иван и Милке Иван. В 1606 година селото е споменато като Персиян във войнушки списък. В османски данъчни регистри на немюсюлманското население от вилаета Изнебол от 1623-1624 година селото е отбелязано под името Присяни-и-кючюк с 5 джизие ханета (домакинства).
Според сръбския автор Мита Ракич в 1879 година Присян има 46 къщи, 422 жители (203 мъже и 219 жени). Всички са неграмотни.
Пътят от Пирот до Присян е изграден през 1885 година от сръбската армия. До 1899 година селото е в състава на Расничка община, а по-късно – в Смърданска и Камикска община. Първото училище в селото е изградено през 1909 година и започва да функционира от 5 януари следващата година.
По време на Първата световна война, в началото на октомври 1915 година, в селото е разположен щабът на сръбската Моравска дивизия, І призив. През 1916 година, по време на българското управление на Моравско, Присян е част от Камикска община на Пиротска селска околия и има 691 жители.
През 1933-1935 година е изградена местната църква „Свети Георги“.

## Население
- 1948 – 1027 жители.
- 1953 – 1037 жители.
- 1961 – 915 жители.
- 1971 – 694 жители.
- 1981 – 486 жители.
- 1991 – 251 жители.
- 2002 – 143 жители.

Според преброяването от 2002 година всичките 143 жители на селото са сърби.